# 36 до н. е.

## Події
3 вересня: у битві при Навлосі (Сицилія) Марк Віпсаній Агріппа, полководець римського консула Октавіана, здобув перемогу над Секстом Помпеєм, сином Гнея Помпея, котрий боровся з триумвіратом.

## Народились
- Антонія Молодша
- Конон (міфограф)
- Марк Валерій Мессала Мессалін
- Птолемей Філадельф

## Померли
- Аріарат X
- Арістобул III
- Кастор (цар Галатії)